# Itzá

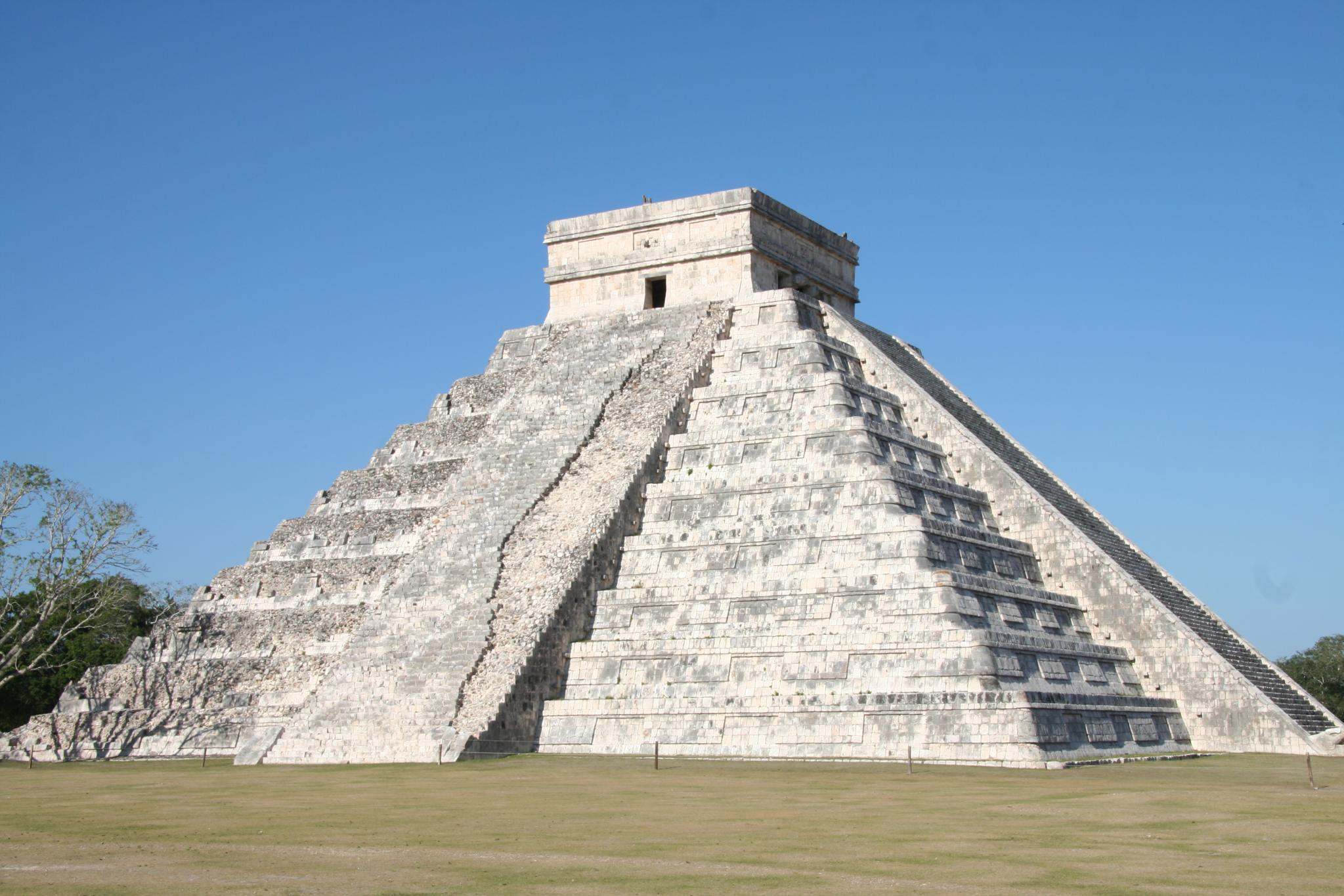
„El Castillo“, Chichén Itzá

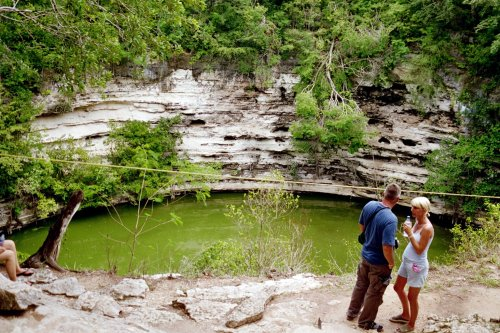
Der Cenote von Chichén Itzá

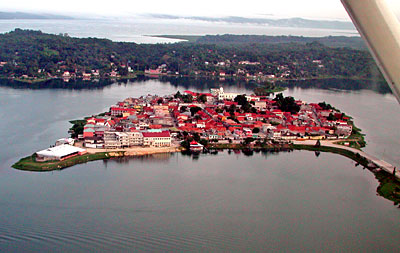
Flores am Petén-Itzá-See wurde auf den Trümmern der Itzá-Metropole Tayasal gebaut.

Die Itzá sind ein indigenes Volk der Maya auf der Halbinsel Yucatán. Sie waren das Volk der Maya-Stadt Chichén Itzá und des letzten, bis 1697 unabhängigen Maya-Staates in Tayasal am Petén-Itzá-See im guatemaltekischen Departamento Petén. In Petén leben bis heute Nachkommen der alten Itzá, von denen sich bei der Volkszählung 2002 knapp 2000 als Itzá bezeichneten.

## Sprache
Die Itzá sprechen traditionell eine Variante des Mayathan, die Itzá-Sprache. Sie wird heute aber nur noch von wenigen meist älteren Menschen am Petén-Itzá-See gesprochen.

## Ethnonym
Das Maya-Wort itza bedeutet „Zauberer des Wassers“ oder auch „verzaubertes Wasser“ und leitet sich möglicherweise von dem Namen des Sees ab.

## Geschichte
Die Herkunft der Itzá wird auf die historische Gruppe der Ah Itzá in Yucatán zurückgeführt. Deren Ursprung liegt im Dunkel, doch werden ihre Anfänge in der klassischen Maya-Stadt Motul beim See Petén Itzá vermutet. Nach dem Niedergang der klassischen Maya wanderten sie demzufolge in den Norden und gründeten dort ihre Metropole Chichén Itzá, deren Name „am Rand des Brunnens der Itzá“ bedeutet. Die Ah Itzá beherrschten die Halbinsel Yucatán in der postklassischen Periode. Chichén Itzá hatte weit reichende Handelsbeziehungen, unter anderem bis nach Naco in Honduras.
Nach Angaben der Maya-Handschrift Chilam Balam von Chuyamel kamen die Itzá aus dem Quellgebiet des Usumacinta nach Yucatán und gründeten um das Jahr 320 die Stadt Siyan Can Bakhalal (Bacalar) im heutigen mexikanischen Quintana Roo. Um 525 zogen sie nach Westen und gründeten zunächst Chichén Itzá und sodann Izamal, Ti’ho’ (heute Mérida), Motul und Chakán Putum (Champotón). Die Itzá lebten in Chichén Itzá von 525 bis 692, verließen es sodann und zogen nach Chakán Putum, wo sie bis 928 herrschten.
Nach der Ankunft der Tutul Xiú in Yucatán mussten die Itzá Chakán Putum 928 verlassen. Nach 40 Jahren auf der Flucht kehrten sie nach Chichén Itzá zurück. Dort blühte ihre Kultur unter dem Einfluss der Tolteken neu auf. Die zentralmexikanische Gottheit Quetzalcoatl (Nahuatl für „gefiederte Schlange“) wurde hier unter dem gleichbedeutenden Mayathan-Namen Kukulkan verehrt. Chichén Itzá war bis zu deren Zerstörung an der so genannten Liga von Mayapán beteiligt.
Chilam Balam führt den Untergang von Chichén Itzá auf eine Gruppe mexikanischer Putún Maya unter Führung von Hunac Ceel zurück. Dieser war Begründer der Cocom-Herrschaft von Mayapán (Mayathan: Ich Paa). Im Kampf gegen die Itzá wurde er von ihnen gefangen und als Menschenopfer in den Cenote von Chichén Itzá geworfen. Er überlebte jedoch, verbrachte eine Nacht im Wasser und konnte von einer Prophezeiung der Regengottes Chaac über die kommende Ernte berichten. Als Herrscher von Ich Paa gelang ihm mit Hilfe von Zauberei die Zerstörung von Chichén Itzá. Archäologische Untersuchen weisen darauf hin, dass Chichén Itzá und weitere Orte der Itzá, darunter Isla Cerritos, um das Jahr 1331 verlassen wurden. Um diese Zeit wanderten Putún Maya aus Tabasco und Zentralmexiko ein.
1194 zogen die Itzá an den Petén-Itzá-See, wo sie auf einer Insel ihre neue Hauptstadt Tayasal gründeten. Sie selbst nannten die Stadt Noh Petén („Stadtinsel“) oder auch Tah Itzá („Ort der Itzá“).
Hernán Cortés kam 1523 auf seinem Marsch nach Honduras bei der Verfolgung von Cristóbal de Olid, kurz nachdem er den Aztekenkönig Cuauhtémoc bei Xicalango hatte hängen lassen, mit einer Armee von Spaniern und etwa 600 Chontal-Mayas durch Tayasal. Dabei traf er den Itzá-Herrscher Ah Kaan Ek (Canek) und hielt mit ihm eine katholische Messe ab. Die Spanier ließen ein sterbendes Pferd zurück. Aus Furcht davor, dass die Spanier die Itzá für den Tod des Pferdes verantwortlich machen würden, bauten sie als Ersatz ein hölzernes Pferd.
Die Inselstadt Tayasal war der letzte unabhängige Maya-Staat. Einige spanische Priester kamen zu Besuch und predigten das Evangelium, doch die Itzá hielten an ihrem Maya-Glauben fest. Als 1618 Franziskaner in die Stadt kamen, fanden sie auch das hölzerne Pferd vor, das nach ihren Berichten angebetet wurde. 1696 versuchten Missionare, den letzten König von Tah Itzá zu bekehren, der ebenfalls Ah Kaan Ek hieß.
Am 13. März 1697 erstürmte eine spanische Armee unter Führung des Gouverneurs von Yucatán, Martín de Ursúa, die letzte freie Maya-Stadt Tah Itzá oder Tayasal.

## Heutige Situation
In der guatemaltekischen Region Petén leben Familien, deren Geschichte bis in die Zeit der Itzá vor der spanischen Eroberung rückverfolgt werden kann. Anbaupraktiken der Maya wie Agroforstwirtschaft werden bis heute angewandt und traditionelle Nahrungs- und Medizinpflanzen angebaut.
Bei der letzten Volkszählung in Guatemala im Jahre 2002 bezeichneten sich 1983 Menschen als Itzá, doch gaben hiervon nur 1094 Itzá als Muttersprache an. SIL International gibt für das Jahr 1986 gar nur noch 12 voll kompetente Sprecher und für 1991 insgesamt 60 meist ältere, nicht mehr voll kompetente Sprecher an, wohnhaft in San José Petén nördlich des Petén-Itzá-Sees.